# Melchior Hoffmann
Georg Melchior Hoffmann (auch: Hofmann; * um 1679 in Bärenstein (Osterzgebirge); † 6. Oktober 1715 in Leipzig) war ein deutscher Musiker und Komponist.

## Leben
Seine musikalische Ausbildung erhielt Melchior Hoffmann als Dresdner Kapellknabe unter Johann Christoph Schmidt. 1702 ging er zum Jurastudium nach Leipzig. 1705 wurde er Georg Philipp Telemanns Nachfolger als Organist und Musikdirektor an der Neukirche in Leipzig. In Telemanns Nachfolge leitete er auch das Collegium Musicum und die Oper am Brühl in Leipzig. Als Hoffmann für längere Zeit England bereiste, wurde er von Johann Georg Pisendel vertreten. 1714 wurde Hoffmann das Organistenamt an der Liebfrauenkirche in Halle zugesprochen, das er zwar annahm, den Dienst aber nicht antrat.
Am 9. September 1714 heiratete er Margaretha Elisabeth Philipp.  Im gleichen Jahr erwarb er auch als einer der wenigen Musiker der Stadt das Bürgerrecht. Er starb nach langer Krankheit und wurde am 10. Oktober 1715 auf dem Alten Johannisfriedhof in Leipzig beigesetzt.

## Werke
Drei von Hoffmanns (mutmaßlichen) Werken wurden bekannt, weil sie lange Zeit für Kompositionen Johann Sebastian Bachs gehalten wurden: die Solo-Kantate für Tenor Meine Seele rühmt und preist (BWV 189), sowie ein Magnificat in a-Moll (BWV Anh. 21) von 1707. Auch die Alt-Arie Schlage doch, gewünschte Stunde (BWV 53) wird dem Kreis um Melchior Hoffmann zugeschrieben; eine Zuschreibung an Hoffmann selbst ist jedoch nicht gesichert. Teilweise wurden seine Werke auch seinem Vorgänger Telemann zugeschrieben.
Im Jahr 1712 komponierte Hoffmann für die Leipziger Oper die Operntrilogie Die asiatische Banise (nach Heinrich Anselm von Ziegler und Kliphausen).
An weiteren Werken sind von Hoffmann eine Missa brevis in C-Dur, eine Sinfonia in f-Moll, ein „Lamento“ für Streicher und Basso continuo und ein Konzert für Horn und Orchester (letzteres zweifelhaft) erhalten.